# Fokker T.IX
Il Fokker T.IX fu un bombardiere medio/leggero bimotore e monoplano ad ala media, sviluppato dall'azienda olandese Fokker alla fine degli anni trenta e rimasto allo stadio di prototipo.
Destinato alla Militaire Luchtvaart van het Koninklijk Nederlandsch-Indisch Leger (ML-KNIL), componente aerea del Koninklijk Nederlandsch-Indisch Leger (KNIL), il Reale esercito delle Indie orientali olandesi, come sostituto degli oramai superati Glenn Martin 139/166 (denominazione dei B-10 per il mercato estero), il modello non superò la prima fase di prove di volo anche a causa dell'invasione dei Paesi Bassi da parte della Germania nazista.

## Storia del progetto
Benché quando fu avviato alla produzione, nel 1934, il Martin B-10 introducesse un concetto veramente innovativo sia come impostazione che come progettazione, tanto da inaugurare da quel momento una nuova svolta tecnologica nella realizzazione di bombardieri, già nella seconda parte degli anni trenta i limiti del modello parvero evidenti e le prestazioni giudicate insufficienti per avere un reale apporto strategico in caso di impiego operativo.
Per questo motivo il KNIL emise una specifica per la fornitura di un nuovo modello da utilizzare nei territori coloniali che, pur mantenendo le stesse caratteristiche generali, riuscisse a trasportare una maggiore quantità di carico bellico offensivo.
Per soddisfare tale esigenza il reparto tecnico della Fokker avviò lo sviluppo di un modello bimotore e, per la prima volta nella storia dell'azienda, dalla struttura interamente metallica. Simile nell'impostazione ai Martin, ne manteneva la formula monoplana ad ala media abbinata posteriormente ad un impennaggio bideriva, dotato di carrello d'atterraggio con gli elementi anteriori completamente retrattili nelle gondole dei motori. La propulsione era affidata a due Bristol Hercules, dei radiali 14 cilindri doppia stella raffreddati ad aria in grado di erogare una potenza pari a 1 375 hp (1 025 kW) ciascuno. L'armamento difensivo previsto era basato su un singolo cannoncino automatico calibro 20 mm posizionato sul naso del velivolo più altre due mitragliatrici calibro 12,7 mm in posizione dorsale e ventrale, mentre quello offensivo su un carico massimo di 2 000 kg in bombe da caduta.

## Impiego operativo
Il prototipo, avviato alla costruzione nel 1938 e completato nel corso del 1939, volò per la prima volta l'11 settembre di quell'anno, avviando una serie di prove di volo che si susseguirono fino all'aprile 1940, sospese a causa della collisione del velivolo con un portone di un hangar.
L'avvio dell'invasione e occupazione dei Paesi Bassi da parte della Germania nazista impedì la riparazione del prototipo, portando in seguito alla cessazione di ogni progetto di sviluppo.

## Utilizzatori
Paesi Bassi
- Militaire Luchtvaart van het Koninklijk Nederlandsch-Indisch Leger (previsto)